# 大島信雄
大島 信雄（おおしま のぶお、1921年10月2日 - 2005年1月8日）は、愛知県一宮市出身のプロ野球選手（投手）・コーチ・解説者・評論家。

## 経歴

### 高校時代
旧制岐阜商業学校では、1936年夏の選手権にエース・松井栄造の控え投手（1年生）としてベンチ入りし、登板機会こそなかったものの、全国制覇を経験。1937年春の選抜準々決勝の東邦商業戦でエース・野村清をリリーフする形で甲子園初登板を果たすが、2-7で敗戦。1938年の選抜も野村との投手2枚看板として出場し、準々決勝では旧制甲陽中学の別当薫と投げ合い、甲子園初先発を3-0の2安打完封勝利で飾るが、東邦商業との準決勝は野村をリリーフしたものの2-6で敗れた。同年の選手権では準決勝の甲陽中学戦で再び別当と投げ合い、不調の野村を3回1死満塁からロングリリーフ。後続を絶ち、3-1で勝利した。決勝では木村進一・保井浩一を擁する旧制平安中学と対戦し、先発した大島は1-0とリードして迎えた9回裏に自らが与えた二つの四球がきっかけで2点を奪われ逆転サヨナラ負けを喫して準優勝。野村が卒業し、エースとなった1939年の選抜も下関商業を1-0、平安中学を4-1、中京商業を延長13回の末に6-5で破って2季連続で決勝に進出したが、松本貞一・猪子利男を擁する東邦商業に春は3年連続で敗れ、夏春連続の準優勝に終わった。最上級生となった1940年の選抜に大島はエース兼4番打者として出場し、初戦（2回戦）の日新商業を10-0、準々決勝で島田商業を4-0、準決勝は福岡工業を9-0と、大島は無失点で勝ち進み、決勝では、準決勝で東邦商業を完封した京都商業の神田武夫投手との投げ合いを2-0の1安打完封で制して優勝。大島は4試合全てを完封勝利で飾った。春夏連覇を狙った同年の夏は予選の東海大会1回戦で中京商業に1-2で敗れ、甲子園出場を逃した。

### 大学・社会人時代
卒業後の1941年に旧制慶應義塾大学へ進学。東京六大学リーグで投手として活躍を始めたが、戦争の激化に伴い、1943年4月に文部省が通達したリーグ解散令により、六大学各校野球部は活動停止に追い込まれることとなった。同年10月13日で行われた出陣学徒壮行早慶戦（最後の早慶戦と呼ばれた試合）で5番打者・右翼手として出場した。太平洋戦争終結後に再開したリーグ戦では、加藤進とバッテリーを組み、慶大のエース兼5番打者として1946年と1947年の春季リーグ戦2連覇に貢献した。東京六大学リーグ通算成績は26試合登板、18勝6敗。1947年秋に繰上げ卒業後、滋賀県の大塚産業に入社。1948年の都市対抗にエース投手として出場、初戦で中和クラブを破るが、武末悉昌・宮崎要・深見安博ら後に西鉄入りする選手たちを多数擁し、この大会で優勝する西日本鉄道に準々決勝で敗れた。翌1949年の大会にも連続出場したが、初戦の全藤倉との引き分け再試合で敗退。

### プロ時代
1950年のセ・パ両リーグ分裂の際、大島は松竹ロビンスへ入団。既に29歳と遅いプロ入りであったが、20勝4敗、防御率2.03を記録。当時活躍していた藤本英雄を抑えて、セ・リーグ初代の最優秀防御率、最高勝率、新人王のタイトルに輝き、松竹のリーグ優勝にも貢献した。なお、29歳での新人王獲得は史上最年長であり、この記録は半世紀以上経った今日に至るまで破られていない。同年の毎日との第1回日本シリーズでは第1戦（神宮、松竹のホームゲーム扱い）に新人でありながら20勝の実績が買われて先発投手として登板、記念すべき日本シリーズ第1球を投じている。この試合では、この年に毎日へ移籍した大ベテラン・若林忠志（当時42歳）との“合計71歳対決”で延長12回を投げ合ったものの、2-3で惜敗し、シリーズ敗戦投手第1号となったが、第4戦（西宮）では再び若林と先発で投げ合って5-3で完投勝利。2勝3敗と王手をかけられた第6戦（大阪）では3回裏途中からロングリリーフとして登板。8回表途中から若林をリリーフした岐阜商業時代の先輩・野村と投手戦を繰り広げたが、延長11回裏に味方のエラーでサヨナラ負けを喫し、日本一を逃した。1951年も15勝13敗、防御率2.74（リーグ6位）の記録を残す。しかし、松竹のオーナーでもあった田村駒の業績悪化により、岩本義行・真田重男・江田貢一・荒川昇治・木村勉（いずれも大洋へ移籍）といった主力選手の放出が行われ、大島は名古屋ドラゴンズへ移籍した。
移籍後も1952年と1953年に12勝ずつを挙げ、4年連続2桁勝利を記録する。1954年は5勝に終わったものの、同年の西鉄との日本シリーズでは第3戦（平和台）に先発投手として登板。5イニングを投げ、2失点で敗戦投手となったが、第4戦では打力を買われて代打として起用され、第5戦と第6戦では5番打者・外野手として先発出場し、それぞれ2塁打を1本ずつ放った。チームは杉下茂の活躍もあり、球団初の日本一を達成した。翌1955年は2試合の登板のみで0勝に終わり、同年限りで引退。

### 引退後
引退後は日本短波放送「プロ野球ナイトゲーム中継」（1956年 - 1959年）・毎日放送・東海ラジオ・東京12チャンネル・日本教育テレビ解説者、中日スポーツ評論家として活躍。その間に『ぼくらの野球・ルール入門』など、多くの少年野球向けの教本を世に出した。また、慶大の先輩である水原茂監督の下で古巣・中日の一軍投手コーチ（1969年 - 1971年）を務め、伊藤久敏・松本幸行・渋谷幸春を育てている。松本は「あの人がいなければ僕も渋谷も活躍できなかったと思いますよ。」と語っている。
1989年から1999年には自動車部品卸の名古屋山王サービス社長を務め、この間には母校・県岐阜商の指導も行った。
球界引退後も愛知の後輩であるイチロー（マリナーズ）見たさにセーフコ・フィールドまで足を運ぶなど、80歳を過ぎてもなお精力的に野球に関係する活動を行っていた。
2005年1月8日午後3時22分、肺炎のため、東京都目黒区内の病院にて死去。83歳没。

## 選手としての特徴
左腕から繰り出される速球や、縦に落ちるカーブを武器とした。

## 詳細情報

### 年度別投手成績
| 年 度    | 球 団       | 登 板 | 先 発 | 完 投 | 完 封 | 無 四 球 | 勝 利 | 敗 戦 | セ 丨 ブ | ホ 丨 ル ド | 勝 率 | 打 者 | 投 球 回 | 被 安 打 | 被 本 塁 打 | 与 四 球 | 敬 遠 | 与 死 球 | 奪 三 振 | 暴 投 | ボ 丨 ク | 失 点 | 自 責 点 | 防 御 率 | W H I P |
| -------- | ----------- | ----- | ----- | ----- | ----- | -------- | ----- | ----- | -------- | ----------- | ----- | ----- | -------- | -------- | ----------- | -------- | ----- | -------- | -------- | ----- | -------- | ----- | -------- | -------- | ------- |
| 1950     | 松竹        | 34    | 30    | 13    | 5     | 1        | 20    | 4     | --       | --          | .833  | 925   | 225.1    | 197      | 9           | 75       | --    | 1        | 70       | 0     | 0        | 70    | 51       | 2.03     | 1.21    |
| 1951     | 松竹        | 36    | 19    | 13    | 2     | 1        | 15    | 13    | --       | --          | .536  | 905   | 216.2    | 211      | 13          | 57       | --    | 1        | 61       | 2     | 1        | 95    | 66       | 2.74     | 1.24    |
| 1952     | 名古屋 中日 | 35    | 21    | 8     | 4     | 1        | 12    | 11    | --       | --          | .522  | 798   | 194.2    | 171      | 8           | 61       | --    | 3        | 57       | 3     | 0        | 78    | 61       | 2.82     | 1.19    |
| 1953     | 名古屋 中日 | 37    | 15    | 4     | 1     | 2        | 12    | 9     | --       | --          | .571  | 686   | 159.1    | 174      | 8           | 44       | --    | 2        | 48       | 1     | 1        | 78    | 68       | 3.83     | 1.37    |
| 1954     | 名古屋 中日 | 18    | 11    | 3     | 2     | 0        | 5     | 3     | --       | --          | .625  | 348   | 83.1     | 82       | 3           | 23       | --    | 0        | 35       | 1     | 0        | 32    | 25       | 2.68     | 1.26    |
| 1955     | 名古屋 中日 | 2     | 1     | 0     | 0     | 0        | 0     | 1     | --       | --          | .000  | 24    | 5.0      | 8        | 2           | 3        | 0     | 0        | 2        | 0     | 0        | 7     | 6        | 10.8     | 2.20    |
| 通算:6年 | 通算:6年    | 162   | 97    | 41    | 14    | 5        | 64    | 41    | --       | --          | .610  | 3686  | 884.1    | 843      | 43          | 263      | 0     | 7        | 273      | 7     | 2        | 360   | 277      | 2.82     | 1.25    |

- 各年度の太字はリーグ最高
- 名古屋（名古屋ドラゴンズ）は、1954年に中日（中日ドラゴンズ）に球団名を変更

### タイトル
- 最優秀防御率：1回 （1950年）
- 最高勝率：1回 （1950年）

### 表彰
- 新人王 （1950年）

### 背番号
- 16 （1950年 - 1955年）
- 63 （1969年 - 1971年）

## 著書
- 『野球スコアーブックのつけ方』成美堂出版、1962年
- 『解説野球ルール』成美堂出版、1963年
- 『目で見る野球上達法』成美堂出版、1967年
- 『野球  練習と試合の仕方』成美堂出版、1970年
- 『野球・勝利への戦術』成美堂出版、1973年
- 『ぼくらの野球 ルール入門』成美堂出版、1977年3月
- 『ぼくらの野球 攻撃入門』成美堂出版、1979年4月
- 『ぼくらの野球 守備入門』成美堂出版、1979年4月
- 『ぼくらの野球 投手入門』成美堂出版、1979年4月
- 『野球スコアのつけ方』成美堂出版、1986年6月